# Az igazi kaland
Az igazi kaland (eredeti cím: We Bought a Zoo) 2011-ben bemutatott amerikai családi filmvígjáték-dráma, melyet Cameron Crowe írt és rendezett, Benjamin Mee 2008-ban megjelent azonos című emlékiratának adaptációjaként. A főbb szerepekben Matt Damon, Scarlett Johansson, Maggie Elizabeth Jones, Thomas Haden Church, Patrick Fugit, Elle Fanning, Colin Ford és John Michael Higgins látható.
Az Amerikai Egyesült Államokban 2011. december 23-án mutatták be a mozikban. Bevételi szempontból jól teljesített, de vegyes kritikákat kapott.

## Cselekmény
Benjamin Mee újságíró és egyedülálló apa a városban él két gyermekével, a 7 éves Rosie-val és a 14 éves Dylannel. Felesége, a két gyermek édesanyja nemrég betegség következtében elhunyt, Benjamin pedig még mindig gyászol. Amikor a művészileg tehetséges Dylant több kihágás után kicsapják az iskolából, Benjamin új életet akar kezdeni, és új otthont keres magának és gyermekeinek. Felkeres egy hatalmas telekkel rendelkező házat, távol a megszokott városi környezettől. Amikor megtudja, hogy egy magánállatkertről van szó, amelyet egy alapítvány egyre szűkösebb pénzéből finanszíroznak, úgy dönt, a kezdeti reakciójával ellentétben megvásárolja, és saját pénzét befektetve megpróbálja tovább működtetni az állatkertet, és újra megnyitni azt a közönség előtt. A kis Rosie azonnal lelkesedik az ötletért. Dylan azonban, akinek hiányzik a város és a barátai, egyre inkább visszahúzódik. A kezdetben Mee-vel szemben szkeptikus személyzetet megfertőzi optimizmusa és lendülete. A kis csapat az idealista főgondnok, Kelly Foster vezetésével, aki hamarosan megkedveli Benjamint, szorgalmasan dolgozik azon, hogy a terület és az épületek a lehető legjobban rendbe jöjjenek; elvégre szigorú előírásoknak kell megfelelni, amelyek betartását az állam könyörtelen képviselője, Walter Ferris lelkiismeretesen ellenőrzi.
Amikor a pénzügyi források elfogynak, az alkalmazottak morálja is csökken, mivel attól tartanak, hogy az állatkertet ismét eladják. Eközben Dylan összebarátkozik a vele nagyjából egyidős Lilivel, aki teljesen beleszeret Dylanbe, anélkül, hogy észrevenné. Benjamin megtudja, néhai felesége egy befektetési portfóliót hagyott rá. Ez a váratlan pénzesemény felpörgeti az alkalmazottak motivációját. A nyitás előtt szigorú ellenőrzésen kell átesniük, és néhány nappal a nyitás időpontja előtt egy csúnya vihar veszélyezteti a megnyitót.
Az ég éppen időben kitisztul, de a megnyitó napján a vendégek még mindig várakoznak, és mindenki azon tűnődik, vajon megjelenik-e egyáltalán valaki. Benjamin, a gyerekek és az állatkert személyzete rájön, a vihar miatt kidőlt fa elzárja a bekötőutat. A mögötte várakozó vendégek nem tudták, hogy egyáltalán nyitva van-e az állatkert. Kelly szerelmet vall Benjáminnak, és megcsókolják egymást. Mivel a lány még nem tudja feldolgozni az érzéseit, úgy döntenek, hogy újév napján megismétlik a csókot. A film végén Benjamin megmutatja a gyerekeinek azt a helyet, ahol először látta és találkozott az édesanyjukkal. Az ő narrációján keresztül a pillanat olyan életszerűvé válik, hogy a gyerekek egy pillanatra átérzik az édesanyjukat.

## Szereplők
| Szereplő           | Színész                      | Magyar hang      |
| ------------------ | ---------------------------- | ---------------- |
| Benjamin Mee       | Matt Damon                   | Kaszás Gergő     |
| Kelly Foster       | Scarlett Johansson           | Bánfalvi Eszter  |
| Duncan Mee         | Thomas Haden Church          | Kőszegi Ákos     |
| Dylan Mee          | Colin Ford                   | Ducsai Ábel      |
| Rosie Mee          | Jones Maggie Elizabeth Jones | Koller Virág     |
| Peter MacCready    | Angus Macfadyen              | Schneider Zoltán |
| Lily Miska         | Elle Fanning                 | Nagy Blanka      |
| Robin Jones        | Patrick Fugit                | Géczi Zoltán     |
| Walter Ferris      | John Michael Higgins         | Csankó Zoltán    |
| Mr. Stevens        | J.B. Smoove                  | Scherer Péter    |
| Rhonda Blair       | Carla Gallo                  |                  |
| Katherine Mee      | Stephanie Szostak            |                  |
| Igazgató           | Michael Panes                | Kapácsy Miklós   |
| Pénztáros          | Kym Whitley                  |                  |
| TV-s műsorvezetőnő | Lauren Sanchez               |                  |
| Delbert McGinty    | Peter Riegert                | Forgács Gábor    |

## Fogadtatás
A film vegyes kritikákat kapott. A Metacritic oldalán a film értékelése 58% a 100-ból, amely 40 véleményen alapul. A Rotten Tomatoeson Az igazi kaland 66%-os minősítést ért el, 153 értékelés alapján.

## Fordítás
- Ez a szócikk részben vagy egészben  a   We Bought a Zoo című angol Wikipédia-szócikk fordításán alapul.  Az eredeti cikk szerkesztőit annak laptörténete sorolja fel. Ez a jelzés csupán a megfogalmazás eredetét és a szerzői jogokat jelzi, nem szolgál a cikkben szereplő információk forrásmegjelöléseként.